# Srebarna naturreservat
Srebarna naturreservat (bulgariska: Природен резерват Сребърна) är ett naturreservat i nordöstra Bulgarien, nära byn med samma namn, cirka 2 km söder om Donau och 18 km väster om Silistra. Reservatet omfattar sjön Srebarna och dess omgivningar och är en viktig våtmark som ligger på Via Pontica, en fågelflyttväg mellan Europa och Afrika. Som ett resultat ger det skyddade häcknings- och flyttmiljöer för många hotade fågelarter.
Området blev 1977 ett biosfärområde och 1983 uppsatt på Unescos världsarvslista.